# Hillohe (Lauterhofen)
Der Weiler Hillohe ist ein Gemeindeteil des Marktes Lauterhofen im Landkreis Neumarkt in der Oberpfalz.
Kirchlich gehört Hillohe zur Pfarrei Lauterhofen im Dekanat Habsberg.
Der Ort gilt als Stammsitz des Ministerialengeschlechts der Hullocher. Der bekannteste Spross des Geschlechts, der Feldhauptmann Seyfried Schweppermann, wurde hier um das Jahr 1257 geboren.
Am 1. Mai 1978 wurde Engelsberg mit Nattershofen (Gemeindesitz), Finsterhaid, Hillohe, Holzheim, Mantlach und Thürsnacht nach Lauterhofen eingemeindet.